# Mausu Promotion
Mausu Promotion (株式会社 マウスプロモーション Kabushiki-gaisha Mausu Puromōshon?), fundada bajo el nombre de Ezaki Productions, es una agencia japonesa representante de seiyū.

## Seiyūs afiliados

### Masculinos
- Yōsuke Akimoto
- Kazuhiro Anzai
- Ryūsaku Chiziwa
- Daisuke Egawa
- Daisuke Endō
- Shinya Fukumatsu
- Takanobu Hozumi
- Mitsuhiro Ichiki
- Atsushi Imaruoka
- Yūichi Ishigami
- Makoto Ishii
- Yasuo Iwata
- Daisuke Ao
- Yasayuki Kase
- Masayuki Katō
- Kōichi Kitamura
- Hiromichi Kogami
- Taidō Kushida
- Naomi Kusumi
- Toshiaki Kuwahara
- Kenji Hamada
- Junpei Morita
- Yōsuke Naka
- Toshihiro Nakamura
- Rokurō Naya
- Mitsuru Ogata
- Tōru Ōkawa
- Tamio Ōki
- Keiji Okuda
- Daisuke Ono
- Takashi Onozuka
- Jun Ōsuka
- Akio Ōtsuka
- Shūhei Sakaguchi
- Yūdai Satō
- Eiji Sekiguchi
- Tarusuke Shingaki
- Osamu Sonoe
- Masaki Terasoma
- Masaaki Tsukada
- Yōji Ueda
- Takahiro Yoshino
- Kōji Yusa
- Ryuichi Kijima

### Femeninos
- Kiyomi Asai
- Ruri Asano
- Katsuyo Endō
- Yūki Hamano
- Yasuko Hatori
- Kyōko Hikami
- Masayo Hosono
- Ayako Itō
- Yumiko Iwamoto
- Yoshiko Kamei
- Ayumi Kida
- Eriko Kigawa
- Kei Kobayashi
- Naoko Kōda
- Ema Kogure
- Sachiko Kojima
- Yayoi Kuroda
- Yuki Masuda
- Chie Matsūra
- Kaori Mine
- Maki Mizuma
- Makiko Nabei
- Yayoi Nakazawa
- Yōko Nishino
- Mari Okamoto
- Akemi Okamura
- Kazumi Okushima
- Ryōko Ono
- Ikue Ōtani
- Sayuri Sadaoki
- Eri Saitō
- Shō Saitō
- Miyuki Sawashiro
- Saori Seto
- Yōko Sōmi
- Keiko Sonobe
- Nao Takamori
- Atsuko Tanaka
- Seiko Yoshida
- Ikuko Tani
- Asuka Tanii
- Risa Tsubaki
- Makoto Tsumura
- Yūki Takada

## Antiguos afiliados

### Masculinos
- Masashi Amenomori (fallecido)
- Makoto Aoki (afiliado con Kenyū Office)
- Naoki Bandō (afiliado con Riberuta)
- Junji Chiba (fallecido)
- Daisuke Gōri (fallecido)
- Mitsuaki Hoshino (afiliado con Arts Vision)
- Shōto Kashii (afiliado con 81 Produce)
- Masayuki Katō (fallecido)
- Masayuki Katou
- Yūji Kishi
- Takaya Kuroda (afiliado con Water Orion)
- Mitsuaki Madono (afiliado con Aoni Production)
- Toshitaka Shimizu (fallecido)
- Masakazu Suzuki (afiliado con Aksent)
- Akimitsu Takase (afiliado con Aksent)
- Hideyuki Tanaka (afiliado con Aoni Production)
- Tomohiro Tsuboi
- Hideo Watanabe (afiliado con Riberuta)
- Naoki Yagani (afiliado con Free March)
- Hiroyuki Yokō (afiliado con Production Baobab)
- Akira Ishida (afiliado con Gerbera Peerless)
- Yoshimasa Hosoya (freelance)

### Femeninos
- Mie Kataoka
- Kaho Kōda (afiliada con 81 Produce)
- Akiko Koike (afiliada con Arts Vision)
- Kikuko Inoue (afiliada a Office Anemone, asociación con empresas Velvet Office)
- Takako Kodama
- Reiko Kondō (fallecido)
- Natsuki Mori (afiliada con Arts Vision)
- Mai Nagasako (retirada)
- Tomo Shigematsu (afiliada con Media Force)
- Yukiko Tagami (retirada)
- Narumi Tsunoda
- Kazuko Yanaga (afiliada con 81 Produce)
- Hikari Yono (afiliada con B-Box)